# Alejandro Domínguez Izurriaga
Pour les articles homonymes, voir Domínguez.
Alejandro Domínguez Izurriaga, né le 14 janvier 1971 à Buenos Aires (Argentine) est un joueur et un entraîneur argentin de rink hockey.